# Panorama (журнал)
Panorama (с итал. — «панорама») — итальянский общественно-политический иллюстрированный еженедельный журнал.

## История
Основан в 1962 году Арнольдо Мондадори по образу и подобию американских Time и Newsweek. Вплоть до 1967 года был ежемесячным, в дальнейшем — еженедельным. Издавался сперва издательской группой Mondadori, с 2108 года — компанией Panorama s. r. l., входящей в издательскую группу La Verità.

## Тираж
В середине 1980-х годов тираж еженедельника достигал 417 000 экземпляров, в декабре 2012 года — 416 313 экземпляров, марте 2023 года — 62 027 экземпляров.

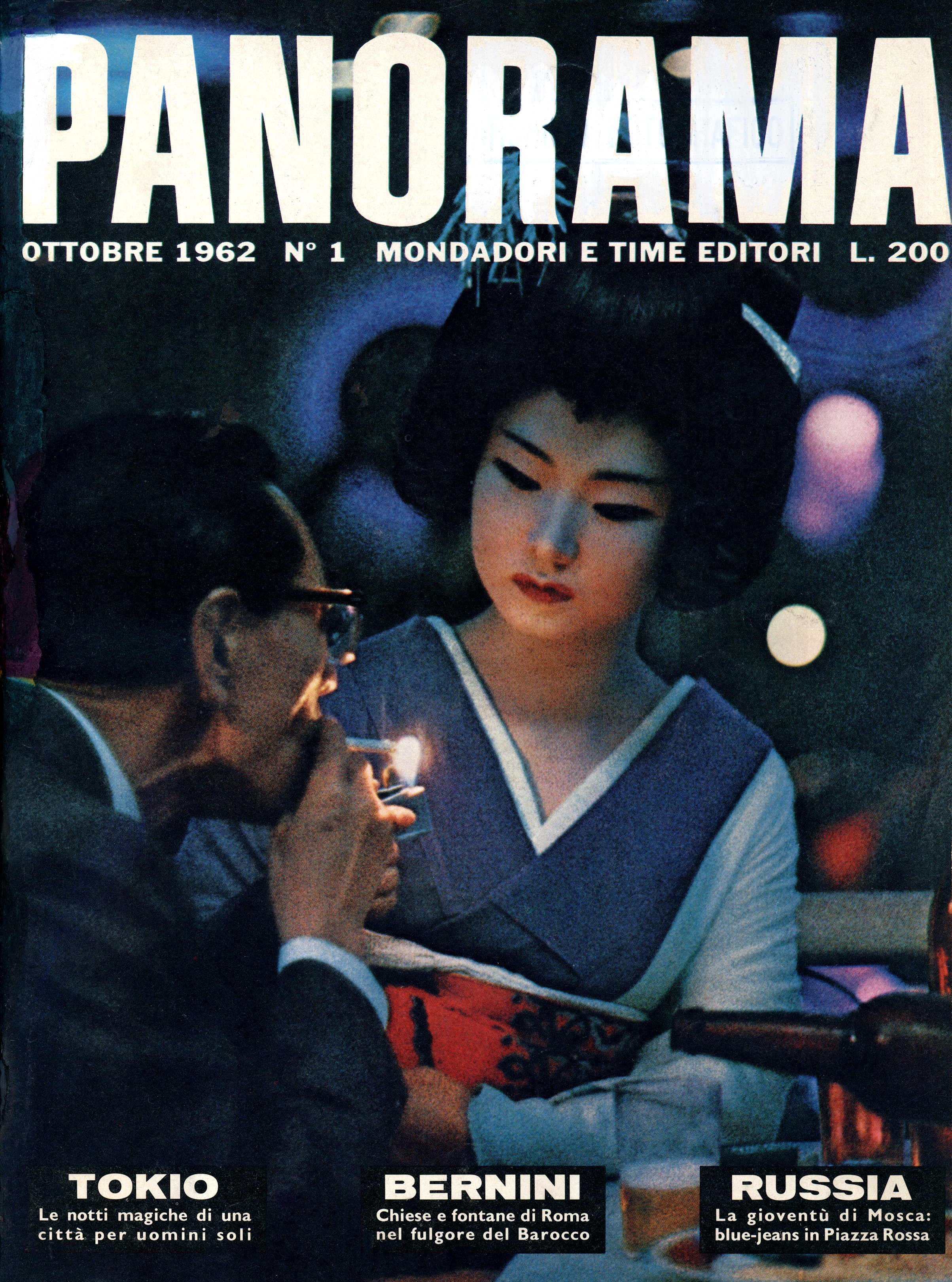
Обложка журнала 1962 года
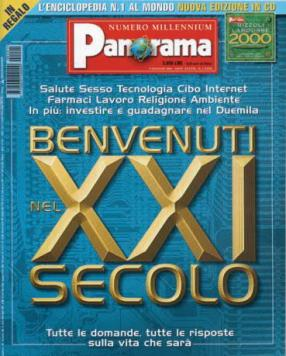
Обложка журнала 2004 года
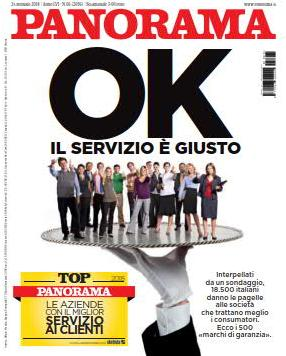
Обложка журнала 2018 года